# جمهورية مسيحية

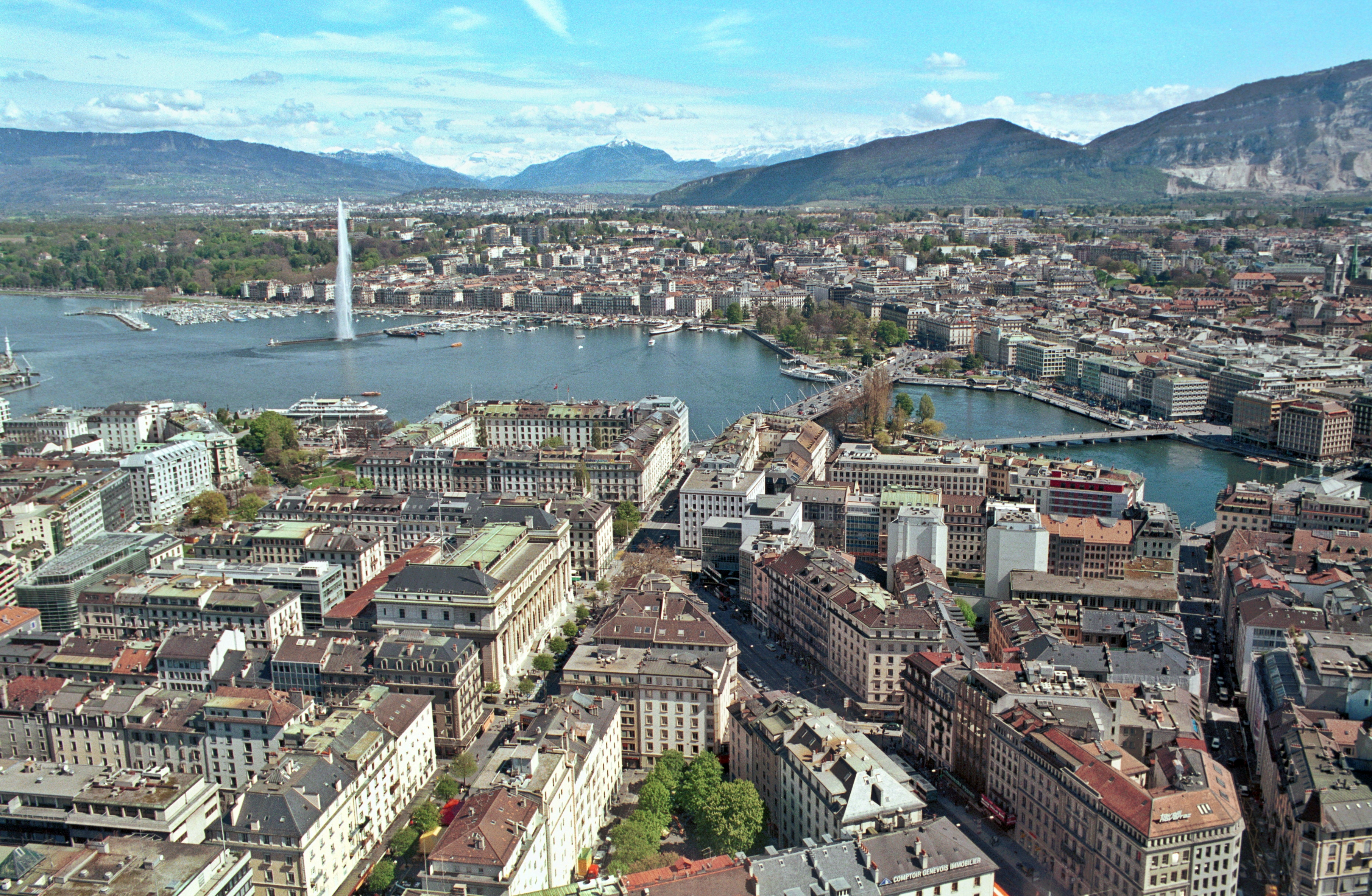
صورة لمدينة جينيف: حيث أسس جان كالفن فيها بين الأعوام 1541–1549 واحد من أكبر وأقوى الجمهوريات المسيحية في القرون الوسطى.

الجمهورية المسيحية هي نظام حكم يضم كلاً من المسيحية والجمهورياتية. يَعتبر كل من جان جاك روسو وجون لوك فكرة الجمهورية المسيحية يمكن أن تكون مستحيلة، وأنها في تناقض ذاتي، ولكن عزى كل واد منهم ذلك لأسباب مختلفة. اعتبارًا من القرن الواحد والعشرين، الدول الوحيدة في العالم التي تتخذ النظام الجمهوري وتنص في دستورها على أن المسيحية دينها الرسميّ هي كل من الأرجنتين، وكوستاريكا، وفنلندا، واليونان، والمجر، وأيسلندا ومالطا.
في حين أن الكتب الكلاسيكية كانت مصدر أيديولوجي أساسي للجمهوريات في إيطاليا وفي شمال أوروبا، حيث أسس الراهب الدومينيكاني جيرولامو سافونارولا حكومة ثيقراطية في فلورنسا مميزًا أيّاها بأنها «جمهورية مسيحية ودينية» بعد صراع مع آل ميديشي وانتقال السلطة اليه. استخدم الإصلاح البروتستانتي هذه الكتب كمبرر لتأسيس الجمهوريات الجديدة. أبرز وأهم لاهوت كان اللاهوت الكالفيني، والتي أسست في الكونفدرالية السويسرية، واحد من أكبر وأقوى جمهوريات القرون الوسطى. ونجح جان كالفن مؤسس الكالفينية بتشكيل حكومة ثيوقراطية في جنيف عرفت بنظامها المتشدد، إذ اعتبر كالفن الكتاب المقدس بأنه المرجعية الأولى ذات الشرعية والسلطة والتي يجب أن تخضع لها السلطات الأرضية. لم يدعو جان كالفن إلى إلغاء النظام الملكي، لكنه قال في حق المؤمنين في خلع الملوك اللادينيين. تبنت الكالفينية أيضًا المساواة والمعارضة في التسلسل الهرمي للنظام. ظهرت الدعوة لنظام الجمهوريات في كتابات الهوغونوتيون خلال حروب فرنسا الدينية.

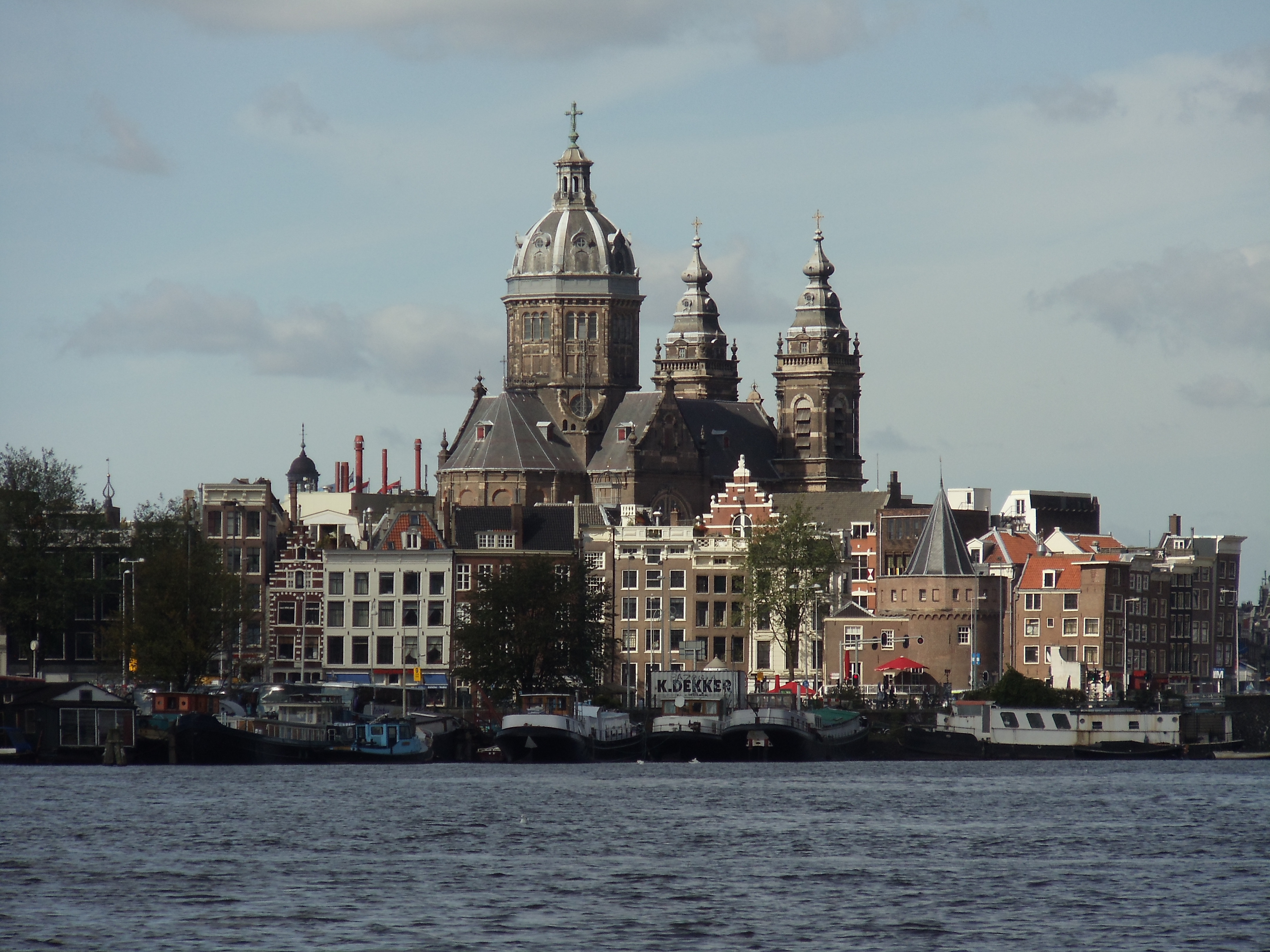
كنيسة القديس نيكولاس في أمستردام: لعبت الكالفينية دورًا مهمًا في تأسس جمهورية هولندا.

لعبت الكالفينية دورًا مهمًا في الثورات الجمهورية في إنجلترا وهولندا. كانت دول المدن الإيطالية والرابطة الهانزية، مراكز تجارية هامة، وحوت طبقة كبيرة ومزدهرة من التجار التي عملت في التجارة مع العالم الجديد. واحتضنت أجزاء كبيرة من سكان المنطقتين مسيحيون من أتباع الكنيسة الكالفينية. خلال الثورة الهولندية (ابتداءًا من عام 1566)، ظهرت الجمهورية الهولندية عقب رفض حكم إسبانيا هابسبورغ، وكانت الثورة ناجحة للسبع مقاطعات البروتستانتية الشمالية الكبرى في البلاد الواطئة ضد حكم الملك فيليب الثاني ملك إسبانيا الروماني الكاثوليكي.
وقد تعاطفت ملكة إنجلترا إليزابيث الأولى البروتستانتية الديانة مع نضال الهولنديين ضد الأسبان، وأبرمت معهم معاهدة عام 1585 وعدت بموجبها بإرسال مقاتلين إنجليز إلى هولندا لمساعدة الهولنديين في حربهم مع الأسبان. تبنت جمهورية هولندا إثر استقلالها عن إسبانيا، الكالفينية كمذهب رسمي وتبنت نظامًا ليبراليًا ما جعلها بنوع خاص موئلاً لمختلف الأقليات المضطهدة خصوصًا اليهود. وقد نمت الجهورية الهولندية لتصبح واحدة من القوى الاقتصادية والملاحة البحرية الكبرى في القرن السابع عشر، ففي العصر الذهبي الهولندي تم إنشاء مستعمرات ومراكز تجارية تابعة لها في جميع أنحاء العالم، وكانت العلوم والقوات العسكرية، والفنون (خاصةً التصوير) من أهم مظاهر النهضة. في عام 1795 كانت النهاية، حيث انهارت الجمهورية الهولندية تحت تأثير الثورة الديمقراطية الهولندية وتحت ضربات الجيوش الفرنسية الغازية.